# 擬斑食蚊魚
擬斑食蚊魚，為輻鰭魚綱鯉齒目鯉齒亞目花鳉科的其中一種，分布於中美洲海地的Les Cayes河及Jérémie河流域，體長可達3.2公分，棲息在水質清澈的溪流，屬於肉食性，生活習性不明。

## 擴展閱讀
維基物種上的相關：擬斑食蚊魚